# Wakans
Wakans, wakancja, wakansja (z łac. vacat ‘jest puste’, od vacare ‘być wolnym, pustym’) – rodzaj defektu punktowego sieci krystalicznej, węzeł sieci nieobsadzony atomem lub jonem.
Energię tworzenia wakansu (Ev) wyraża się jako pracę potrzebną do przeniesienia atomu lub jonu z węzła na powierzchnię kryształu. Od tej wartości zależy równowagowa koncentracja wakansów, wyrażana przez stosunek liczby węzłów (n) do liczby atomów (N); zależność n/N od temperatury (T) opisuje równanie (k – stała Boltzmanna):
{\displaystyle {\frac {n}{N}}=\exp \left(-{\frac {E_{v}}{kT}}\right)}
Poza wakansami pojedynczymi w sieciach krystalicznych – głównie w kryształach jonowych – występują pary wakansów, czyli wakanse podwójne (biwakanse), na przykład:
- defekty Frenkla – występujące w bliskiej odległości nie obsadzone węzły i jony w przestrzeniach międzywęzłowych
- defekty Schottky’ego – występujące obok siebie dwa nieobsadzone węzły – kationowy i anionowy.

Obecność wakansów wpływa na właściwości materiałów, przykładowo plastyczność – sprzyja wspinaniu się dyslokacji krawędziowych (np. w czasie odkształcania), ułatwia dyfuzję (np. w czasie obróbki chemicznej stopów).